# Yun Jae-bin
Pour les articles homonymes, voir Yun.
Dans ce nom coréen, le nom de famille, Yun, précède le nom personnel.
Yun Jae-bin, né le 17 avril 2001 à Séoul, est un coureur cycliste sud-coréen. Il est membre de l'équipe Seoul Cycling Team.

## Biographie
Yun Jae-bin pratique le cyclisme depuis son plus jeune âge. Durant son adolescence, il utilise régulièrement sa bicyclette pour se rendre au collège, puis au lycée. Il découvre aussi la compétition sur la recommandation d'un propriétaire de magasin de vélos,, qui l'invite à participer à sa première course. Anciennement scolarisé à Incheon, il a pratiqué le VTT dans les catégories de jeunes. Il est aussi devenu champion d'Asie junior de poursuite par équipes en 2019, aux côtés de plusieurs compatriotes. 
En 2020, il intègre l'équipe continentale KTX Korail. Dans une saison perturbée par la pandémie de Covid-19, il finit cinquième et deuxième meilleur espoir de la course en ligne aux championnats nationaux. L'année suivante, il termine quatrième du championnat de Corée du Sud du contre-la-montre. Il quitte ensuite l'échelon continental en 2023. Toujours compétitif, il s'impose sur le Tour de Guam. 
En 2024, il rejoint le Seoul Cycling Team. Il ne délaisse pas pour autant ses études en suivant un cursus à l'université nationale du sport de Corée. Sous ses nouvelles couleurs, il obtient de bons résultats sur des épreuves nationales. La même année, il représente son pays natal aux championnats d'Asie de VTT, où il se classe 21e du cross-country. Il effectue par ailleurs un voyage sur le continent européen pendant ses vacances d'été. En dehors de l'aspect purement touristique, il profite de cette expérience pour participer à diverses courses régionales organisées en Belgique. 
Lors de la saison 2025, il affiche ses progrès en devenant champion national de Corée du Sud, chez les élites. Il prend également la huitième place du championnat d'Asie en ligne, disputé en Thaïlande. 

## Palmarès sur route

### Par années
- 2020
  - 2e du championnat de Corée du Sud sur route espoirs
- 2023
  - Tour de Guam
- 2024
  - 3e du Tour de Guam
- 2025
  -  Champion de Corée du Sud sur route
  - 8e du championnat d'Asie sur route

### Classements mondiaux
| Année         | 2020 | 2021 | 2022 | 2023 | 2024 |
| ------------- | ---- | ---- | ---- | ---- | ---- |
| UCI Asia Tour | 96e  | 151e |      | 355e | 178e |

## Palmarès sur piste

### Championnats d'Asie
- 2019
  -  Champion d'Asie de poursuite par équipes juniors (avec Choi Woo-rim, Eom Se-beom et Park Young-kyun)